# Eustasia
Eustasia é um termo usado para designar o processo que se traduz no movimento eustático, ou seja, na variação global relativa do nível do mar. A eustasia traduz-se em nível planetário por uma alteração do nível das águas do mar em relação ao nível da terra firme, causada por variações do volume de água no oceano global ou por variação do volume global das bacias oceânicas.

## Causas dos movimentos eustáticos
Os movimentos eustáticos resultam de qualquer fator que faça variar de forma significativa o volume de água presente no oceano global (como tal entendendo-se o conjunto de todos os oceanos da Terra, já que estes partilham uma circulação comum que permite a redistribuição da água), ou que provoque uma variação significativa do volume das bacias oceânicas, com a consequente variação do nível da água em relação à terra firme. As  principais causas de variação eustática são:
- Variação da quantidade de água presente nos oceanos, devido a mudanças climáticas sobre áreas extensas, a quais provocam o aprisionamento da água sob a forma de gelo ou a sua libertação por fusão. Como o processo é controlado pela quantidade de gelo, é por vezes referido como glacioeustasia. As variações glacioeustáticas podem resultar de:
  - Fusão dos glaciares e das calotes polares no termo das idades do gelo, o que conduz a subida eustática do nível do mar, com o consequente avanço das águas sobre a terra e fazendo penetrar o mar nos vales costeiros. Este avanço do mar sobre a terra emersa é designado em geologia por transgressão.
  - Aprisionamento de água em massas de gelo (glaciares e gelos polares) durante os períodos de arrefecimento global que levam às glaciações. A diminuição do volume de água nos oceanos provoca a descida eustática do nível do mar, deixando emersas terras que antes eram fundos oceânicos. Este recuo dos mares é designado em geologia por regressão.
- Mudança do volume das bacias oceânicas (como que a que ocorreu com o alargamento do Oceano Atlântico).
- Libertação ou aprisionamento de grandes volumes de água em lagos ou mares interiores, como o que aconteceu no final da última glaciação com a formação do hoje desaparecido Lago Agassiz no centro do continente norte-americano.
- Alteração do volume das águas do mar devido à expansão ou contracção térmica causada pela variação significativa da sua temperatura (a nível global). O processo é em geral designado por estereoeustasia, por depender de variações volúmicas, causando regressão ou transgressão consoante haja contracção ou expansão.

Quando se usa a expressão eustasia relativa está-se apenas a indicar uma variação do nível do mar sem especificar a sua causa.

## Determinação dos níveis do mar
Os geólogos e os paleoclimatologistas usam marcas deixadas pelo nível do mar em depósitos geológicos presentes em arribas costeiras geologicamente estáveis para determinar os movimentos eustáticos passados, com destaque para os resultantes das sucessivas glaciações.
O processo é contudo complexo e difícil pois a generalidade dos depósitos são erodidos pelas subidas seguintes do mar ou ficam submersos em caso de transgressão. Por outro lado os processos de subida eustática e descida isostática são interdependentes. já que o próprio peso da camada de água altera o equilíbrio litosférico. Daí que em geral ambos efeitos ocorram simultaneamente, tornando difícil a destrinça das contribuições da eustasia e da isostasia.

## Eustasia e isostasia
Embora a eustasia e isostasia sejam processos que causam igualmente flutuações do nível do mar, a maior parte das vezes combinando os seus efeitos, estes termos não podem ser confundidos: enquanto a eustasia se refere a variações do nível das águas por causas que se prendem com o volume das mesmas, ou das bacias que as contêm, a isostasia deve-se a processos de alteração real da altitude das estruturas geológicas por movimentos tectónicos, em geral devidos ao reequilibro de massas por flutuação da crusta sobre o manto, o que leva à alteração relativa do nível do mar sem que o volume das águas deste se altere.